# Barbus punctitaeniatus
Barbus punctitaeniatus е вид лъчеперка от семейство Шаранови (Cyprinidae). Видът не е застрашен от изчезване.

## Разпространение
Разпространен е в Буркина Фасо, Гана, Гвинея, Камерун, Кот д'Ивоар, Мали, Нигер, Нигерия, Сенегал и Чад.

## Описание
На дължина достигат до 3,8 cm.